# Tadeusz Sikorski
Tadeusz Sikorski, h. Lis (ur. 22 maja 1851 w Borusowej, zm. 29 stycznia 1937 w Krakowie) – inżynier budownictwa wodnego, profesor inżynierii rolniczej, poseł do austriackiej Rady Państwa.

## Życie i działalność
Ukończył gimnazjum we Lwowie (1870) i wydział inżynierii Szkoły Politechnicznej we Lwowie (1876), a także jako stypendysta Wydziału Krajowego meliorację i agronomię w akademii rolniczej Poppelsdorf pod Bonn (1879). Specjalizował się w budownictwie wodnym i technice melioracyjnej.
Po powrocie do Galicji współorganizował a następnie pracował w Krajowym Biurze Melioracyjnym (1879–1880) – gdzie opracował projekt regulacji Nowego Brnia w pow. tarnowskim. W latach 1881–1896 jako starszy inżynier był kierownikiem Ekspozytury Krajowego Biura Melioracyjnego w Tarnowie. W tym czasie wykonał i nadzorował wiele projektów i pomiarów, m.in. projekt regulacji rzeki Uszwicy (1887) oraz wstępny projekt regulacji Dumnego i Przegnojówki (1890–1891) związany z regulacją rzeki Pełtwi. Uczestniczył także w pracach Komisji Lwowskiego Towarzystwa Politechnicznego do wybudowania teatru we Lwowie. W latach 1897–1898  pracował w centrali Biura Melioracyjnego we Lwowie. Od 1889 członkiem państwowej komisji egzaminacyjnej dla kandydatów na autoryzowanych inżynierów i techników budowy i uprawy roli.
W latach 1899–1907 i 1911–1924 profesor i kierownik Zakładu Inżynierii Rolniczej na Studium Rolniczym Uniwersytetu Jagiellońskiego. Wykładał geometrię wykreślną, mechanikę rolniczą, budownictwo wiejskie, melioracje rolnicze i prowadził ćwiczenia z inżynierii rolniczej do 1907. 25 kwietnia 1904 prezentował projekt dotyczący przekopu Wisły przez Dębniki na posiedzeniu Rady Miasta Krakowa. Na łamach „Tygodnika Rolniczego” opublikował w latach 1903 i 1904 sprawozdania z wystaw i konkursów maszyn rolniczych. Zajmował się również wpływem zbiornika retencyjnego na Sole w Porąbce na ochronę Krakowa przed powodzią. Od 1911 wykładał wyłącznie melioracje rolnicze. W latach 1914–1920 był dyrektorem Studium Rolniczego UJ, a w latach 1923–1924 prodziekanem Wydziału Rolniczego UJ, Jeden z inicjatorów budowy gmachu Studium Rolniczego. Podczas I wojny światowej w zajętym przez armię austro-węgierską budynku Studium Rolniczego ocalił od zniszczenia aparaturę, księgozbiory katedr oraz ograniczył jego dewastację. W 1915 całkowicie odzyskał budynek dla potrzeb Studium. Opiekował się także uniwersyteckim majątkiem w Mydlnikach. Od 1920 zorganizował kursy agrarne dla urzędników ziemskich z dawnej Galicji. W 1924 przeszedł na emeryturę.
Zarówno przed I wojną jak i w wolnej Polsce prowadził rozległą działalność społeczną i polityczną. Politycznie związany z polskimi demokratami. Był posłem do austriackiej Rady Państwa XI kadencji (17 lutego 1907 – 30 marca 1911), wybranym z listy polskich demokratów w okręgu wyborczym nr 9 (Kraków). W parlamencie należał do grupy posłów polskich demokratów oraz był członkiem Koła Polskiego w Wiedniu. Popierał tam starania o budowę gmachu dla Studium Rolniczego UJ i brał udział w opracowaniu projektu kanału Wisła-Dunaj w celu uspławnienia Wisły.
Był konsultantem rady do budowy dróg wodnych w Austrii, członkiem Kuratorium Technicznego Muzeum Przemysłowego w Wiedniu, członkiem miejskich komisji rad miast Lwowa i Krakowa ds. zaopatrzenia w wodę, członkiem wydz. Towarzystwa Politechnicznego we Lwowie, członkiem wydziału, wiceprezesem, a następnie prezesem honorowym Towarzystwa Rolniczego w Krakowie. Podczas I wojny światowej działał także Centrali Krajowej dla Gospodarczej Odbudowy Galicji. Po przejściu na emeryturę w 1924 był nadal aktywny, prezentując wobec władz państwowych swoje projekty dotyczące melioracji i regulacji polskich rzek.

### Publikacje Tadeusza Sikorskiego
- Ulepszony przyrząd do przybliżonej analizy mechanicznej ziemi przez odmulanie, dla inżynierów kultury, rolników, taksatorów, „Czasopismo Techniczne” R. 12: 1884).
- Piec piętrowy o dwu komorach do wypalania rurek drenowych („Czasopismo. Techniczne” R. 12: 1884).
- Sprawozdanie techniczne do projektu obwałowania lewego brzegu Dunajca od mostu kolejowego w Bogumiłowicach do Biskupic Radłowskich, Lwów 1892.
- Przyrząd do konstruowania warstwic „Czasopismo Techniczne” R. 12: 1884; (po niemiecku w: „Zeitschrift fUr Vermessungwesen” Bd.23: 1894).
- Projekt wzorowej suszarni i pieca do wypalania rurek drenowych, Lwów 1895.
- Diagram do oznaczania kalibru rurek drenowych, chyżości i ilości przepływu wody w tychże oraz wielkości powierzchni do osuszania, Lwów 1885.
- Rozprawę o drogach wodnych (z planem), „Tygodnik Rolniczy” R.19: 1902.
- Projekt przekopu Wisły pod Krakowem Kraków 1904, (toż po niemiecku, Kraków 1904).
- Projekt alternatywnego przekopu Wisły pod Krakowem Kraków 1906.
- Sprawozdanie z poszukiwań wody dla miasta Rzeszowa, Rzeszów 1912.

## Życie osobiste
Był synem urzędnika prywatnego Felicjana i Julii z Kremerów. Żonaty z Izabellą z Kosińskich (1855–1937). Dzieci nie mieli.
Pochowany na cmentarzu Rakowickim w Krakowie (kwatera GD-9-17).

## Ordery i odznaczenia
- Krzyż Komandorski Orderu Odrodzenia Polski (27 listopada 1929)[7]
- Złoty Krzyż Zasługi (11 listopada 1936)[8]

## Upamiętnienie
Jego pamięć i zasługi uczciła Rada Miasta Krakowa na posiedzeniu 3 lutego 1937, a Senat UJ na uroczystym zebraniu 16 lutego 1937.